# WAT
WAT je studijski album skupine Laibach, ki je izšel leta 2003 pri založbi Mute Records. Zgoščenka vsebuje bonus video skladbe »Tanz mit Laibach«. Naslov albuma je akronim »We Are Time«, kar nam razkriva naslovna skladba.
Album je izšel na zgoščenki in dvojni gramofonski plošči. Plošča vsebuje bonus skladbo »Reject or Breed«.

## Seznam skladb

### Zgoščenka
| Št. | Naslov                          | Pisec                                      | Dolžina |
| --- | ------------------------------- | ------------------------------------------ | ------- |
| 1.  | „B Mashina‟ (feat. Tomi Meglič) | Tomi Meglič/arr. Laibach, Srečko Bajda     | 3:50    |
| 2.  | „Tanz mit Laibach‟              | Iztok Turk, Laibach, Uroš Umek             | 4:19    |
| 3.  | „Du bist unser‟                 | Laibach, Peter Mlakar, Umek                | 5:38    |
| 4.  | „Achtung!‟                      | Laibach, Mlakar, Turk                      | 4:06    |
| 5.  | „Ende‟                          | Laibach, Turk, Umek                        | 3:45    |
| 6.  | „Now You Will Pay‟              | Laibach, Turk                              | 6:07    |
| 7.  | „Hell: Symmetry‟                | Laibach, Turk                              | 5:02    |
| 8.  | „Das Spiel ist aus‟             | Laibach, Turk                              | 4:21    |
| 9.  | „Satanic Versus‟                | Laibach, Umek                              | 4:52    |
| 10. | „The Great Divide‟              | Laibach, Turk                              | 5:11    |
| 11. | „WAT‟                           | Laibach, Slavko Avsenik mlajši, Turk, Umek | 5:33    |
| 12. | „Anti-Semitism‟                 | Temponauta, John Scott, Laibach            | 5:39    |

### LP
| A stran | A stran                         | A stran                                | A stran |
| Št.     | Naslov                          | Pisec                                  | Dolžina |
| ------- | ------------------------------- | -------------------------------------- | ------- |
| 1.      | „B Mashina‟ (feat. Tomi Meglič) | Tomi Meglič/arr. Laibach, Srečko Bajda | 3:50    |
| 2.      | „Tanz mit Laibach‟              | Iztok Turk, Laibach, Uroš Umek         | 4:19    |
| 3.      | „Du bist unser‟                 | Laibach, Peter Mlakar, Umek            | 5:38    |

| B stran | B stran           | B stran               | B stran |
| Št.     | Naslov            | Pisec                 | Dolžina |
| ------- | ----------------- | --------------------- | ------- |
| 1.      | „Achtung!‟        | Laibach, Mlakar, Turk | 4:06    |
| 2.      | „Ende‟            | Laibach, Turk, Umek   | 3:45    |
| 3.      | „Reject or Breed‟ | Laibach, Turk         | 4:07    |
| 4.      | „Satanic Versus‟  | Laibach, Umek         | 4:52    |

| C stran | C stran             | C stran       | C stran |
| Št.     | Naslov              | Pisec         | Dolžina |
| ------- | ------------------- | ------------- | ------- |
| 1.      | „Now You Will Pay‟  | Laibach, Turk | 6:07    |
| 2.      | „Hell: Symmetry‟    | Laibach, Turk | 5:02    |
| 3.      | „Das Spiel ist aus‟ | Laibach, Turk | 4:21    |

| D stran | D stran            | D stran                         | D stran |
| Št.     | Naslov             | Pisec                           | Dolžina |
| ------- | ------------------ | ------------------------------- | ------- |
| 1.      | „The Great Divide‟ | Laibach, Turk                   | 5:11    |
| 2.      | „WAT‟              | Laibach, Avsenik, Turk, Umek    | 5:33    |
| 3.      | „Anti-Semitism‟    | Temponauta, John Scott, Laibach | 5:39    |

## Produkcija
- Aranžmaji: Slavko Avsenik mlajši
- Koproducent: Umek (1–11)
- Oblikovanje: Laibach Kunst, Martin Bricelj
- Mastering: Nilesh Patel
- Mix: Iztok Turk (1–11), Umek (1–11)
- Angleški naratorji: Ksenia Leban, Lex Monroe, Nick Hobbs
- Nemški naratorki: Alenka Kranic, Smilja Legradić
- Producenti: Iztok Turk, Laibach